# Perth Amboy
Perth Amboy – miasto w hrabstwie Middlesex w stanie New Jersey w Stanach Zjednoczonych. Miasto zostało nazwane na cześć miasta w Szkocji.

## Historia
Osada została założona przez kupców angielskich w roku 1683, nabyła prawa miejskie w 1718. Pierwsi osadnicy to Szkoci szukający wolności religijnej i francuscy protestanci. Perth Amboy staje się stolicą Wschodniego Jersey (1684) aż do połączenia z Zachodnim Jersey w roku 1702, kiedy dalej pełni tę funkcję na równi z Burlington do roku 1790. Kupcy opuszczają miasto na rzecz szybciej rozwijającego się Nowego Jorku. Perth Amboy staje się centrum przemysłu ceramicznego. W 1890 emigracja i industrializacja bogacą miasto. Kompanie takie jak „Guggenheim and Sons” czy „Copper Works Smelting Company” zapewniają miejsca pracy i przyczyniają się do rozwoju miasta. Miasto staje się też ważnym węzłem kolejowo-portowym (Lehigh Valley Railroad - transport węgla). Miasto staje się celem dla emigracji z Polski (najliczniejsza), Węgier, Czechosłowacji, Włoch, Rosji i Austrii. Staje się również miejscowością wypoczynkową, funkcję tę pełni od roku 1800 do początków XX wieku.

## Współczesne Perth Amboy

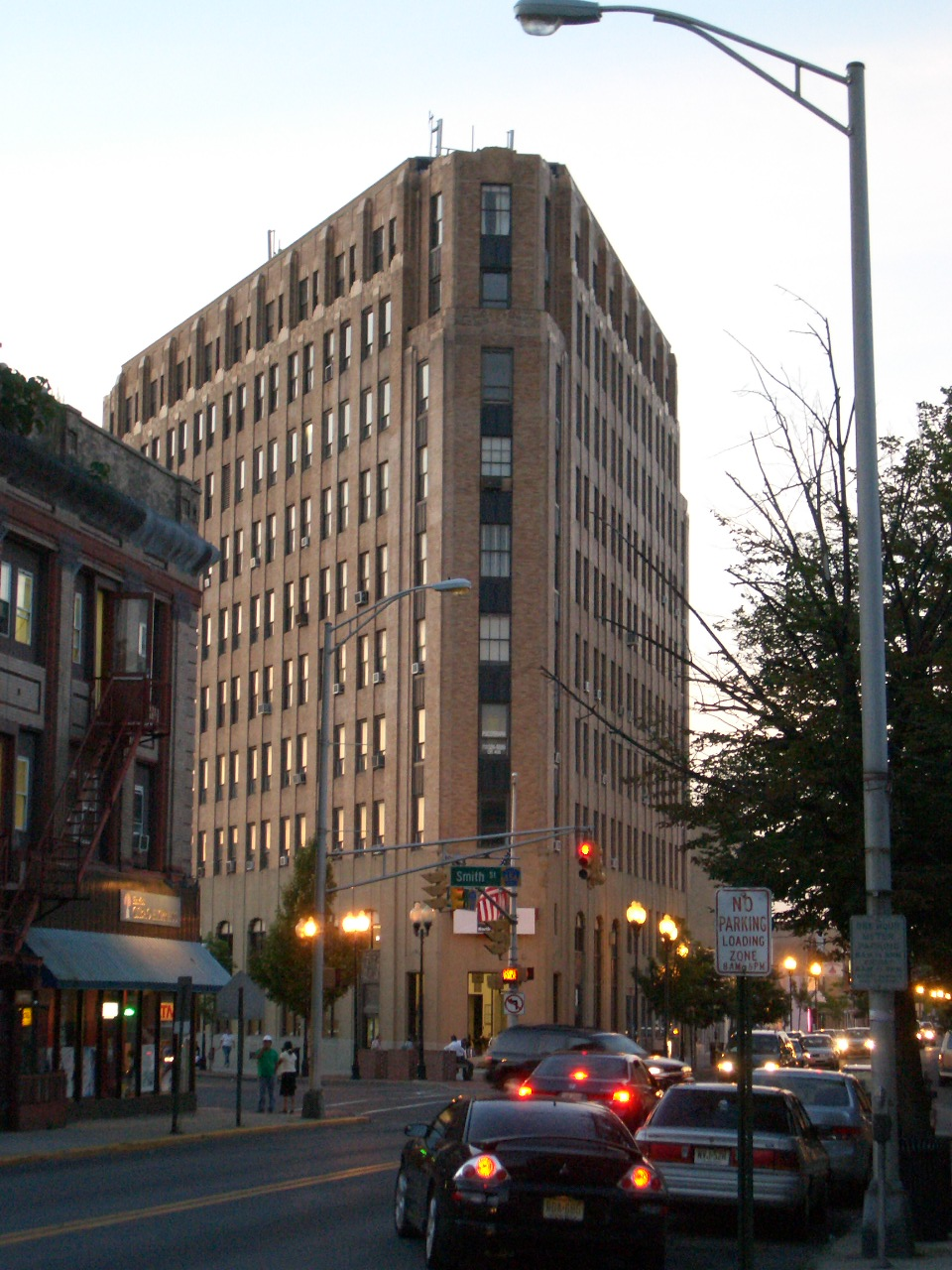
Perth Amboy National Bank

Dzisiejsi emigranci w mieście to głównie mówiący po hiszpańsku przybysze z Ameryki Środkowej i Południowej. Niefortunnie, ze względu na koniunkturę, większość fabryk została wyburzona, co zastopowało rozwój miasta. Kiedyś miasto wypoczynkowe, teraz plaże Perth Amboy nie nadają się do pływania, ze względu na zanieczyszczenia. Konkurencja z dużymi centrami handlowymi spowodowała, że w centrum miasta nie ma znaczącego handlu. Jednakże od 1990 roku z pomocą stanu New Jersey miasto wraca do życia. Przestępczość zmalała, małe biznesy powracają do miasta. Opodatkowanie od sprzedaży wynosi tylko 3% (reszta New Jersey 6%). Została wybudowana przystań dla jachtów i motorówek. Miasto otrzymało 600 milionów dolarów na rozwój.